# Château de Kokura
Le château de Kokura (小倉城, Kokura-jō) à Kitakyūshū au Japon fut construit par Tadaoki Hosokawa en 1602. Il appartint au clan Ogasawara (de la province de Harima) entre 1632 et 1860 et fut détruit par le feu en 1865 pendant la guerre entre les clans de Kokura et du domaine de Chōshū.
Mori Ogai était basé au château au tournant des XIXe et XXe siècles quand celui-ci était une base militaire.
Le tenshu (donjon) a été reconstruit en 1959 et le château entièrement restauré en 1990. Le musée mémorial Seichō Matsumoto et les jardins du château ont été ouverts en 1998. L'ancien phare de Shirasu de style japonais pré-Brunton se trouve dans l'enceinte du château.
Le tenshu n'est pas une reconstitution fidèle. Quand il fut reconstruit en 1959, les architectes optèrent pour un parti esthétiquement plus attrayant à la place d'une reconstruction exacte de la structure qui avait autrefois occupé l'emplacement.

## Galerie

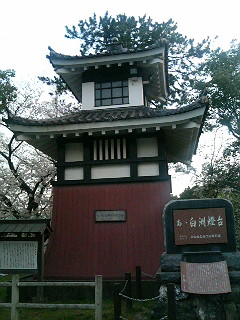
L'ancien phare de Shirasu.
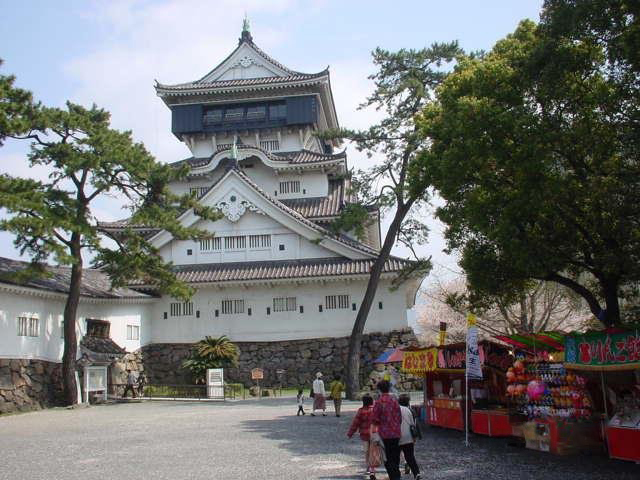
Le donjon du château.
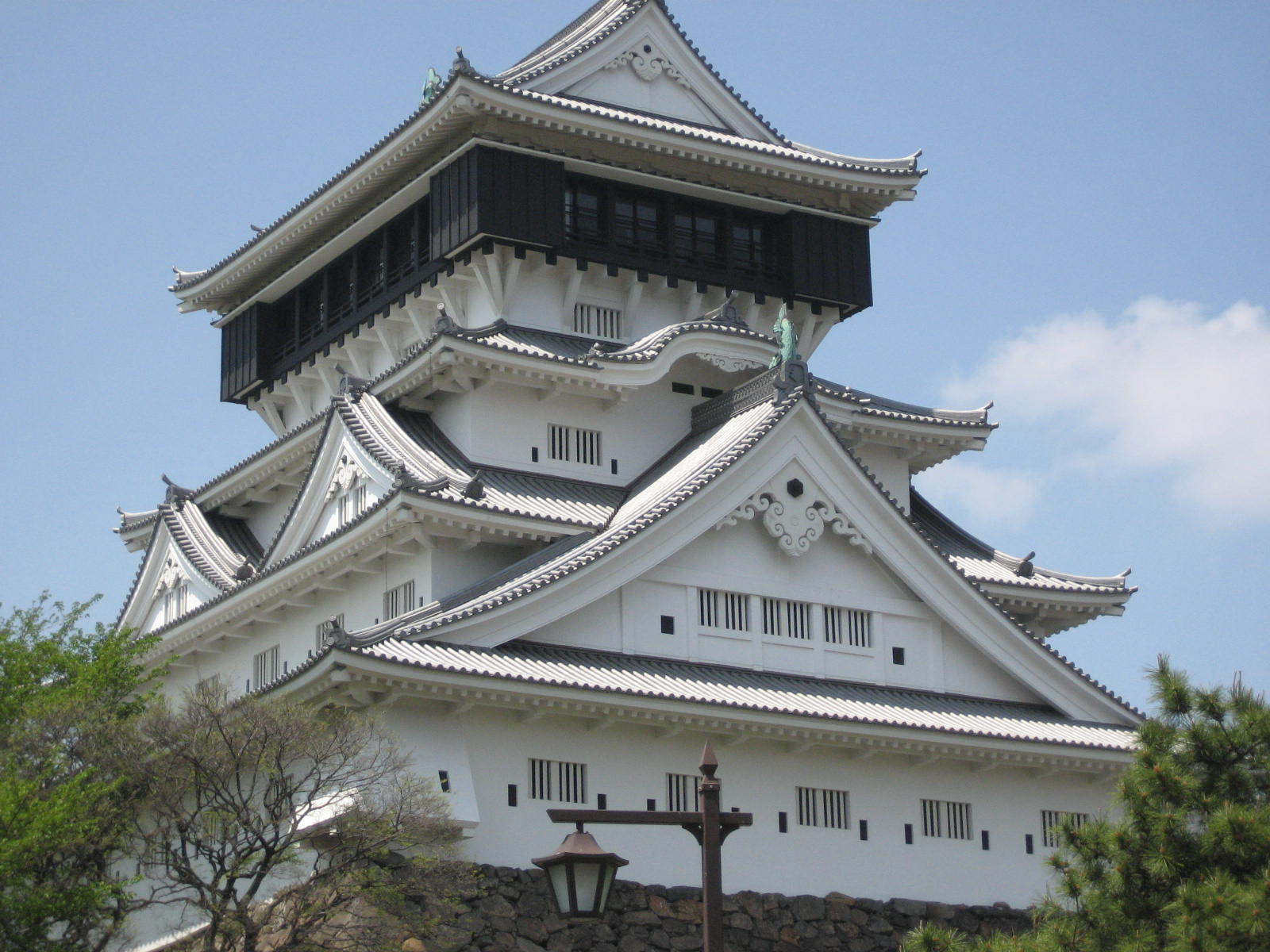
Vue rapprochée du côté est du château.
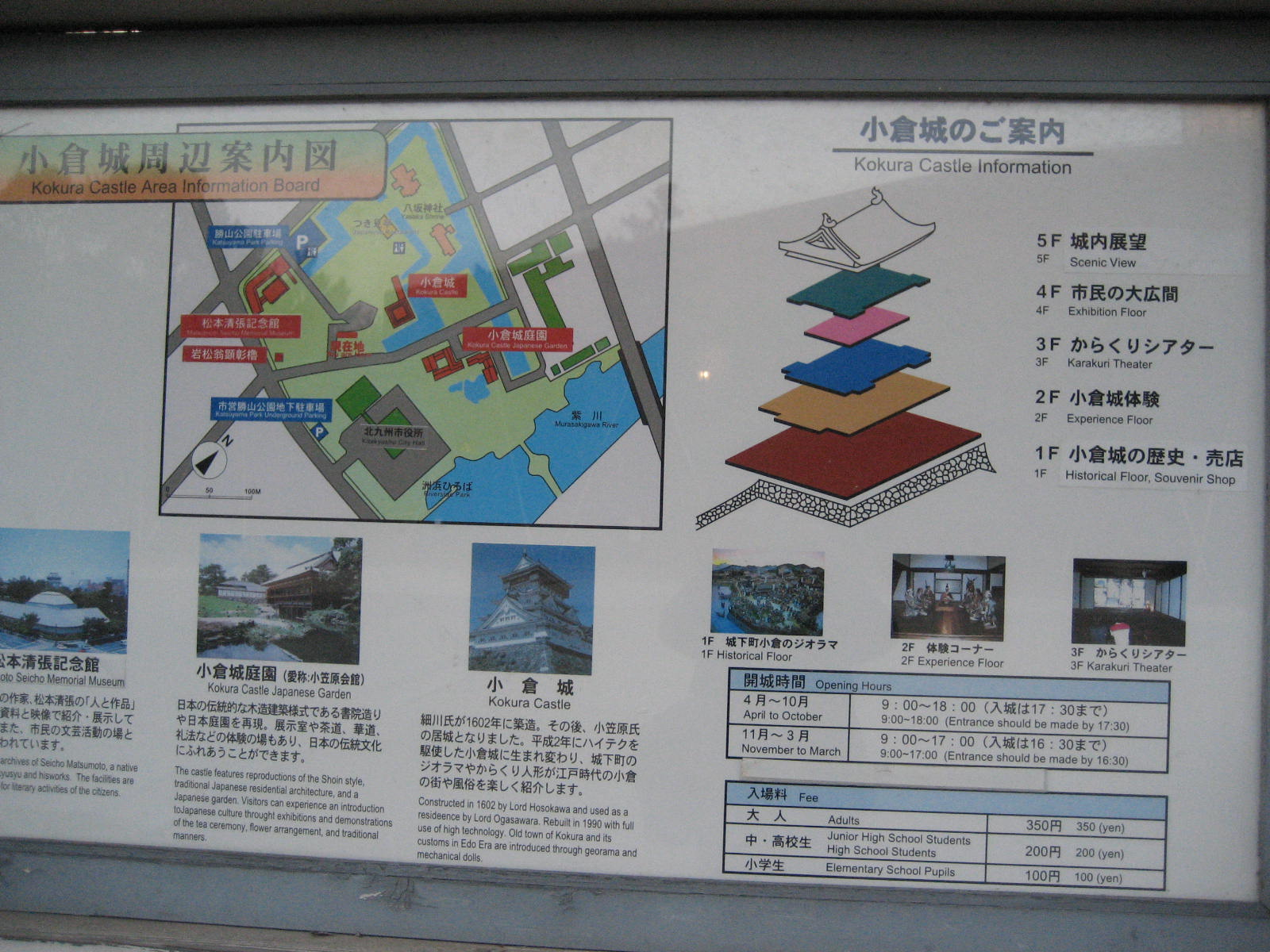
Centre d'information du château.